# Christopher Lamont
Pour les articles homonymes, voir Lamont.
Christopher Lamont est un joueur écossais de volley-ball né le 7 décembre 1982 à Glasgow (Écosse). Il mesure 2,01 m et joue au poste de central. Il totalise 94 sélections en équipe de Grande-Bretagne.

## Clubs
| Club             | Pays     | De        | À         |
| ---------------- | -------- | --------- | --------- |
| Orion Doetinchem | Pays-Bas | 2008-2009 | 2008-2009 |
| Prefaxis Menen   | Belgique | 2009-2010 | 2010-2011 |
| ASUL Lyon        | France   | 2011-2012 | 2012-2013 |